# Białokury
Białokury (deutsch Baldekow) ist ein Dorf in der Woiwodschaft Westpommern in Polen. Es gehört zu der Gmina Siemyśl (Landgemeinde Simötzel) im Powiat Kołobrzeski (Kolberger Kreis).

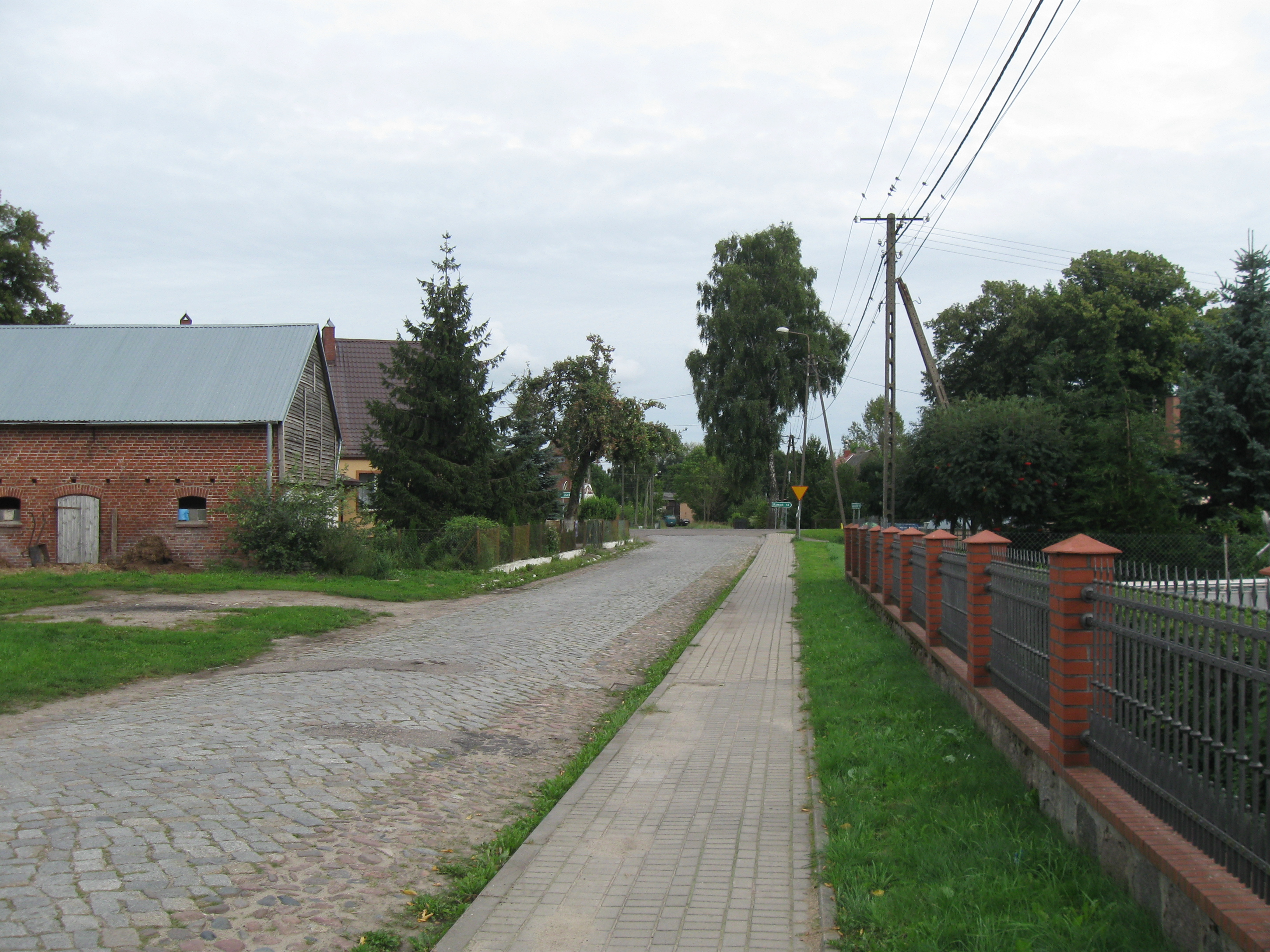
Ortsbild (Aufnahme von 2013)

## Geographische Lage
Das Dorf liegt in Hinterpommern, etwa 90 Kilometer nordöstlich von Stettin und etwa 18 Kilometer südlich von Kołobrzeg (Kolberg), an einer Landstraße zwischen den Dörfern Siemyśl (Simötzel) im Nordosten und Gorawino (Gervin) im Südwesten.

## Geschichte
Das Dorf wurde erstmals in einer Urkunde aus dem Jahre 1224 erwähnt, mit der Herzogin Anastasia, die Witwe Herzog Bogislaws I. von Pommern, dem Kloster Belbuck Landbesitz zur Gründung eines Nonnenklosters, des späteren Klosters Marienbusch, überwies. Zu dem in der Urkunde genannten Besitz gehörte auch das hier „Bialcur“ genannte Dorf.
Die Schenkung wurde durch ihre Enkel, die Herzöge Barnim I. und Wartislaw III., mit einer Urkunde aus dem Jahre 1227 leicht abgewandelt bestätigt. Das Dorf erschien hier unter dem Namen „Balocure“,
ebenso in einer weiteren Besitzbestätigung durch Herzog Wartislaw III. aus dem Jahre 1240.
Im Jahre 1264 tauschte das Kloster Belbuck das Dorf Baldekow mit Herzog Barnim I. gegen das Dorf Klätkow, wobei das Kloster jedoch die Einnahmen des damals in Baldekow bestehenden Kruges behalten sollte. Doch bereits im Jahre 1271 übertrug Herzog Barnim I. das Dorf Baldekow zurück an das Kloster.
Später erschien Baldekow im Lehensbesitz der adligen Familien Kameke und Manteuffel, dann nur noch der Familie Kameke.
In Ludwig Wilhelm Brüggemanns Ausführlicher Beschreibung des gegenwärtigen Zustandes des Königlich Preußischen Herzogtums Vor- und Hinterpommern (1784) ist Baldekow unter den adligen Gütern des Greifenbergischen Kreises aufgeführt. Es gab hier ein Vorwerk, sechs Bauern und einen Holzwärter, insgesamt 16 Haushalte („Feuerstellen“). Baldekow gehörte damals dem Major Leopold Georg von Kameke.
Baldekow ging später der Familie Kameke verloren und wechselte im 19. Jahrhundert oftmals den Besitzer. Zum Ende des 19. Jahrhunderts hatte sich Baldekow praktisch zu einem Gutsdorf entwickelt, in dem neben dem Rittergut nur drei Bauernhöfe übrig geblieben waren. Um die Jahrhundertwende dann wurde das Gut durch seinen Besitzer aufgesiedelt. Unter Mitwirkung eines Gütermaklers wurden 45 neue Bauernstellen geschaffen, die außerhalb des Dorfes in der Feldmark verteilt angelegt wurden. Es verblieb ein Restgut mit 172 Hektar Land, von denen im Jahre 1934 noch einmal 60 Hektar verkauft wurden.
Im 19. Jahrhundert bestanden zunächst der Gutsbezirk Baldekow und die Landgemeinde Baldekow nebeneinander. Nach der Aufsiedlung des Gutes wurde der Gutsbezirk letztlich in die Landgemeinde eingegliedert.
Bis 1945 bildete Baldekow eine Gemeinde im Landkreis Kolberg-Körlin der Provinz Pommern. Zur Gemeinde gehörten neben Baldekow keine weiteren Wohnplätze.
Gegen Ende des Zweiten Weltkriegs wurde Baldekow durch die Rote Armee besetzt. Die Dorfbevölkerung wurde 1945 vertrieben. Das Dorf kam, wie alle Gebiete östlich der Oder-Neiße-Grenze, an Polen. Es erhielt den polnischen Ortsnamen „Białokury“, wohl in Anlehnung an den Ortsnamen der Erstnennung von 1224, „Bialcur“.

## Entwicklung der Einwohnerzahlen
- 1816: 146 Einwohner[6]
- 1855: 193 Einwohner[6]
- 1871: 217 Einwohner, davon 45 in der Landgemeinde Baldekow und 172 im Gutsbezirk Baldekow[6]
- 1905: 309 Einwohner, davon 159 in der Landgemeinde Baldekow und 150 im Gutsbezirk Baldekow[6]
- 1919: 339 Einwohner[6]
- 1933: 314 Einwohner[6]
- 1939: 298 Einwohner[6]